# تپه شهر سوخته ۳۶۵
تپه شهر سوخته ۳۶۵ مربوط به هزاره سوم قبل از میلاد است و در شهرستان زابل، بخش شیب آب، دهستان لوتک، روستای حومه شهر سوخته واقع شده و این اثر در تاریخ ۱۳ آبان ۱۳۸۶ با شمارهٔ ثبت ۱۹۸۴۷ به‌عنوان یکی از آثار ملی ایران به ثبت رسیده است.